# Olešovice (Kamenice)
Olešovice je součástí obce Kamenice v okrese Praha-východ. Nachází se ve východní části Kamenice. Prochází jí silnice II/603. Na východě leží Mlýnský rybník. Je zde evidováno 263 adres.
Spolu s částmi Ládví a Ládeves leží v katastrálním území Ládví.

## Pamětihodnosti
- parní mlýn Oelešovice
- zámek Olešovice (zámeček Hvězda)

### Zámek Olešovice
Zámek Olešovice (též zvaný Hvězda) byl postaven v neobarokním stylu roku 1868 baronem Františkem II. Ringhofferem na místě vysušeného rybníka Hvězda. Zámek je jednopatrová budova obdélného půdorysu doplněná nepravidelnými přístavbami, které zámečku zapůjčují charakter nepravidelné vily. Zámeček obklopoval rozsáhlý park anglického typu. Po smrti Františka II. využíval zámeček v Olešovicích jeho vnuk Franz Ringhoffer, který v parku vybudoval tenisové kurty a devítijamkové golfové hřiště. V letech 1912–1914 byl zámeček upraven architektem Jiřím Stibralem.
Zámeček patřil rodině Ringhofferů do konce druhé světové války. V letech 1945-1947 se zámek Olešovice spolu se zámky Kamenice, Štiřín, Lojovice a hotel Bellevue v Ládví stal přechodným domovem pro zotavení dětí z koncentračních a internačních táborů. Tato humanitární pomoc, v jejímž čele stál Přemysl Pitter a Olga Fierzová, nesla název „Akce zámky“. Od února roku 1947 sloužil zámeček jako unitářský dětský domov Hany Benešové. V současné době budova zámečku slouží jako základní škola praktická a základní škola speciální s internátem.  

### Parní mlýn Olešovice
Mlýn se nachází na Kamenickém potoku v těsné blízkosti hráze Mlýnského rybníka. Hlavní dvoupatrová budova je obdélného půdorysu, ze štítových stran vystupují dvě jednopatrové budovy. Mlýnice a dům byly dispozičně odděleny, pravděpodobně se zde nacházela i pekárna. Původně se jednalo o vodní mlýn, který byl v 19. století přestavěn na mlýn parní s Francisovou turbínou. Roku 1930 byl mlýn v majetku průmyslnické rodiny Ringhofferů, kteří mlýn vlastnili do druhé světové války. Po válce přešel mlýn pod správu družstva SOJA, které mlýn nechalo přestavět na mletí sójového škrobu. Po roce 1989 byl mlýn opuštěn a chátral až do roku 2002, kdy proběhla nikdy nedokončená rekonstrukce. V současné době je mlýn v dezolátním stavu s propadlou střechou. 

## Další fotografie

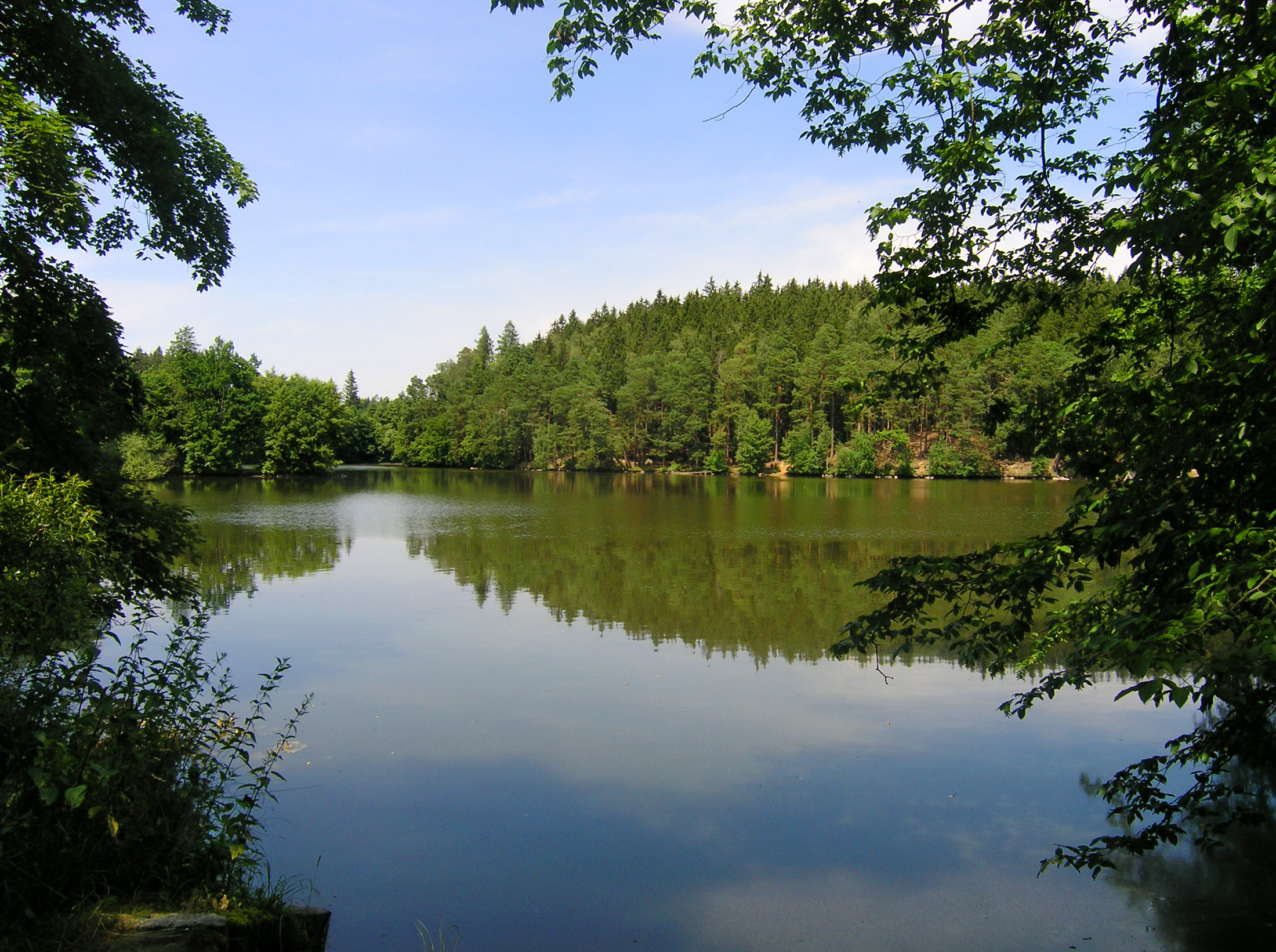
Mlýnský rybník
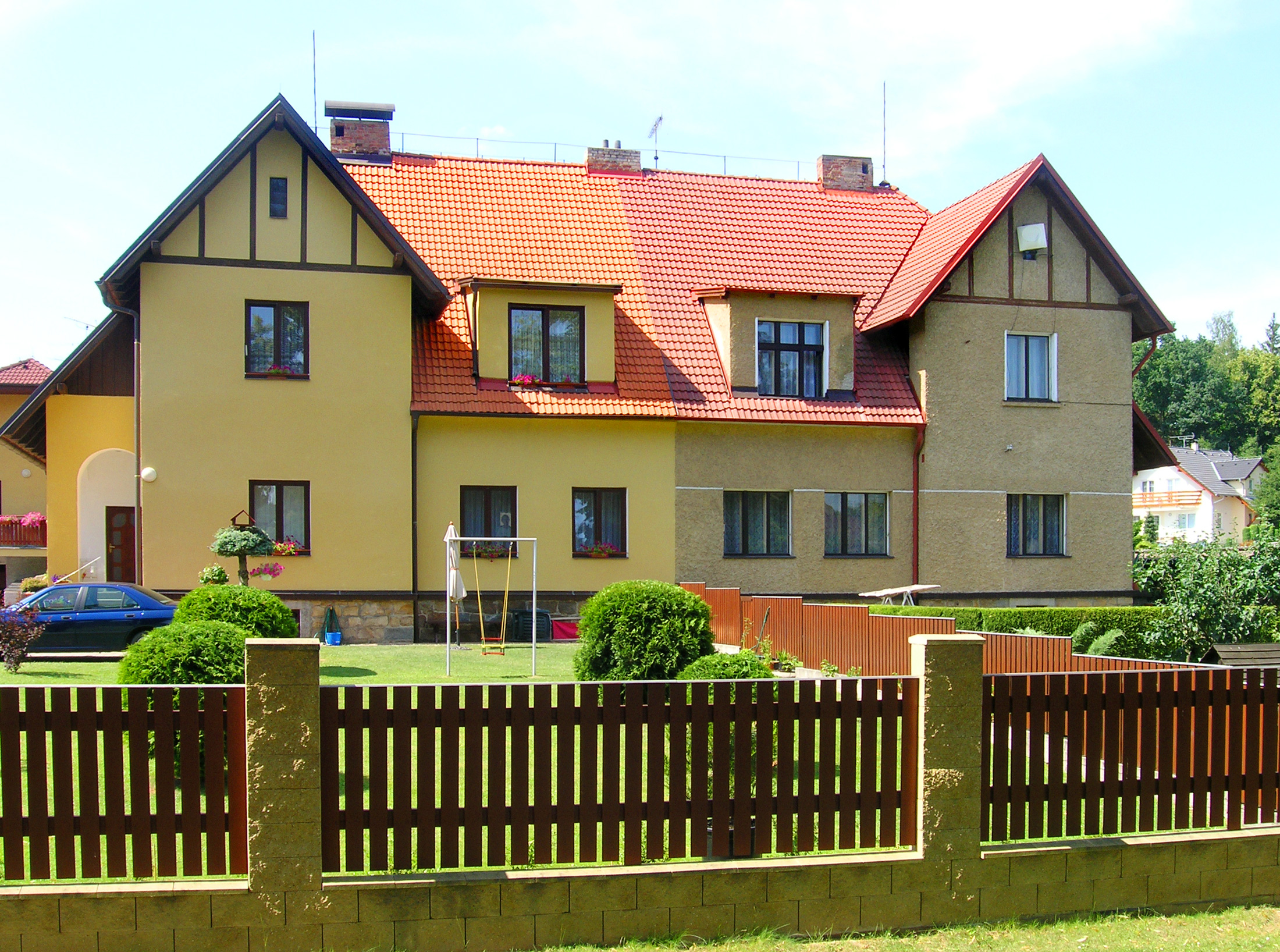
Dvojvila
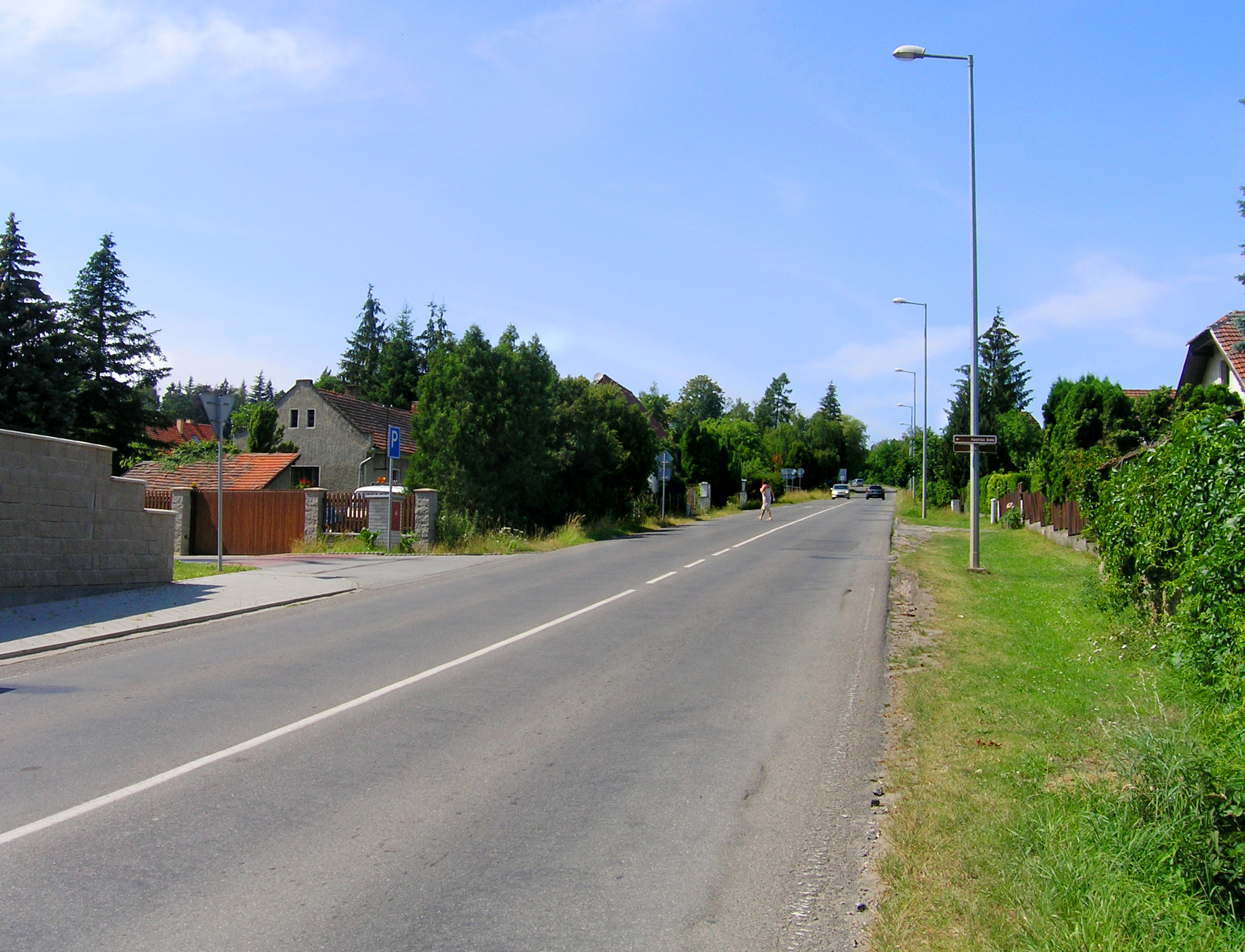
Pražská ulice - silnice II/603